# Fabio Baggio
Fabio Baggio (Bassano del Grappa, 15 de enero de 1965) es un cardenal, profesor y compositor católico italiano, miembro de los Scalabrinianos; colaborador del papa Francisco y uno de los responsables de la Santa Sede a cargo de las migraciones.

## Biografía
Nació el 15 de enero de 1965, en la comune italiana de Bassano del Grappa.
En 1976 ingresó al Seminario Menor Instituto Scalabrini-Tirondola, a los once años. Luego ingresó en el Seminario Mayor de los Scalabrinianos de su ciudad natal.
Tras realizar estudios en la Pontificia Universidad Gregoriana, obtuvo un bachillerato, la licenciatura en Teología, y en 1998, el doctorado en Historia de la Iglesia, con especialización en Historia contemporánea.

### Vida religiosa
Ingresó en la Congregación de los Scalabrinianos, realizando su profesión solemne en 1991. 
Su ordenación sacerdotal fue el 11 de julio de 1992.
De 1995 a 1997, mientras era párroco en Santiago de Chile, fue consejero de la Comisión de Migraciones de la Conferencia Episcopal de Chile. Fue director del Departamento de Migraciones de la arquidiócesis de Buenos Aires de 1997 a 2002, asumiendo en 1999 responsabilidades adicionales como secretario nacional de las Obras Misionales Pontificias de Argentina. Trabajó como investigador en el Centro de Estudios Migratorios Latinoamericanos en Buenos Aires de 1998 a 2002, e impartiendo como profesor titular extraordinario de la Facultad de Ciencias Sociales de la Universidad del Salvador, de 1999 a 2000.
Fue profesor en el Instituto de Teología de São Paulo hasta 2001, la Universidad de la Ciudad de Manila y en Maryhill School of Theology de Ciudad Quezon, donde fue director del Centro de Migración Scalabrini en Filipinas, y editor del Asian Pacific Migration Journal de 2002 a 2010.
A partir del 2000 enseñó como profesor visitante en el Instituto Internacional de Migración Scalabrini (SIMI) dentro de la Facultad de Teología de la Pontificia Universidad Urbaniana. En 2010 fue nombrado director del SIMI; convirtiéndose en profesor titular, y en su presidente en 2013.

### Carrera artística
Es un compositor de música sacra y litúrgica, conocido por su actividad en el género de la música cristiana y gospel. Entre sus obras destacan canciones como Inno all'amore, Io amo te, Signore, e Alleluia, è risorto il Signor. Colabora con artistas como Francesco Buttazzo y Sandro Stacchiotti, contribuyendo en varios álbumes de música religiosa, entre ellos Alleluia è Ristorto y Come il Buon Samaritano. Publica principalmente en Edizioni Paoline.

### Curia romana
El 14 de diciembre de 2016, el papa Francisco lo nombró subsecretario de la Sección de Migrantes y Refugiados del Dicasterio para el Servicio del Desarrollo Humano Integral. Asumió el cargo el 1 de enero de 2017. El 23 de abril de 2022, fue confirmado en el cargo, y fueron ampliadas sus responsabilidades para incluir Proyectos Especiales.
En 2019 describió el mensaje de su sección:

Tantas personas que llegan de fuera, de culturas diferentes a la nuestra, de expresiones de vida cristiana o católica diferentes a la nuestra, son para nosotros fuente de enriquecimiento y no de empobrecimiento. Por eso, en lugar de crear el temor de una invasión, del que se oye hablar a muchos, los hechos deberían hacernos desear ir al encuentro de ellos. Si fuera verdaderamente mi hermano o mi hermana, ¿cerraría la puerta?

Durante una visita a Albania en julio de 2019, dijo que el diálogo interreligioso podría ayudar a resolver los desafíos éticos que plantea la migración y que se pueden encontrar principios universales dentro de las religiones para desarrollar una respuesta ética compartida a los problemas de integración social que plantean los movimientos de población.
El 26 de agosto de 2021, fue nombrado uno de los tres miembros de la Comisión vaticana COVID-19.

### Cardenalato
El 6 de octubre de 2024, durante el Ángelus del papa Francisco, se hizo público que sería creado cardenal durante un consistorio que se celebrará el próximo 7 de diciembre. El 28 de octubre siguiente, durante la audiencia del capítulo general de los Scalabrinianos, el mismo Papa reveló que habría querido crearlo cardenal con ocasión de consistorios anteriores pero que Baggio estaba en contra; “Ahora, por obediencia, lo hice”.
El 31 de octubre de 2024, fue nombrado arzobispo titular de Urusi.
Fue creado cardenal por el papa Francisco durante el consistorio del 7 de diciembre del mismo año, con el titulus de cardenal diácono de San Felipe Neri en Eurosia. Tomó posesión formal de su Iglesia Titular el 1 de febrero de 2025.
Fue consagrado el 11 de enero de 2025, en la Iglesia de la Santísima Trinidad en Bassano del Grappa, a manos del cardenal Michael Czerny SJ. Renunció al cargo de arzobispo titular de Urusi inmediatamente después de su consagración. El mismo día fue nombrado miembro del Dicasterio para los Laicos, la Familia y la Vida.
El 1 de abril de 2025, fue nombrado miembro de la Administración del Patrimonio de la Sede Apostólica.

## Posiciones políticas e ideológicas
Defiende la apertura de puertas legales para migrantes y refugiados.